# Shades of …
Shades of … ist das Debüt der finnischen Funeral-Doom-Band Shape of Despair.

## Entstehung
Die Band wurde 1995 von Tomi Ullgren und Jarno Salomaa als Raven gegründet. Noch unter dem Namen Raven veröffentlichte die Band 1998 das Demo Alone in the Mist, das Grundlage des Debüts werden sollte. Im September 1998 erfolgte die Umbenennung der Band und im Jahr 2000 ein Vertragsabschluss mit Spikefarm Records. Bereits unter dem Bandnamen Raven begann Salmoaa das Songwriting der enthaltenen Stücke, anfangs noch ohne Keyboard, bis er einen Ensoniq-Synthesizer und in seine Kompositionen einband.
Seit ihrer Gründung bis zu den Aufnahmen des zweiten Studioalbums Angels of Distress verfügte Shape of Despair gemäß Bandkopf Jarno Salomaa über keine konstante Besetzung. Die Aufnahmen des Debüts fanden mit dem Sänger „Toni“ Mäensivu statt, der anschließend Shape of Despair verließ. Johanna Vakkuri spielte auf dem Debüt Flöte. Sie schied ebenfalls nach den Aufnahmen aus der Band. Bestand, neben Salmoaa, hatten Bassist Tomi Ullgren, Sängerin Natalie Koskinen und Schlagzeuger Samu Ruotsalainen.
Die Stücke wurden von Salomaa geschrieben. Vier der fünf Titel waren bereits Teil des Raven-Demos Alone in the Mist aus dem Jahr 1998. Shades Of … wurde in den HellHole Studios in Helsinki aufgenommen. Die Aufnahmen fanden von Dezember 1999 bis Januar 2000 statt. Als Produzenten fungierten die Studiobetreiber Kaide Hinkkala und Antti Lindell. Das Mastering wurde in den Finnvox Studios durch Mika Jussila vorgenommen.

## Albuminformationen
Das im Jahr 2000 erstmals veröffentlichte Album enthält fünf separate Stücke mit einer Gesamtspielzeit von 56:59 Minuten. Das Album wurde mehrmals wiederveröffentlicht. Als Verantwortlich für die grafische Aufbereitung des Begleitmaterials wurde der Cover-Künstler Janne Peltonen engagiert.

### Veröffentlichung
Shades of … wurde durch Spikefarm Records und Fono Ltd., exklusiv für den russischen Markt lizenziert und als CD und MC veröffentlicht. Wiederveröffentlichungen erschienen in den folgenden Jahren unter anderem über Season of Mist, XIII BIS Records, Hammerheart Records und Aftermath Music. Im Jahr 2019 veröffentlichte Aftermath Music die erste Vinyl-Version des Albums, 2022 folgte eine weitere via Season of Mist.

### Gestaltung
Das Album wurde durch den Layouter und Cover-Künstler Janne Peltonen gestaltet. Das Artwork zeigt eine verwackelte Nachtsicht-Fotografie von kahlen Nadelbäumen bei Nacht. Zur Wiederveröffentlichung als LP wurde das Cover überarbeitet. Das Originalmotiv wurde dazu als Ölgemälde adaptiert.

### Inhalt
Der lyrische Kern des Albums entspricht mit „Elend, Misanthropie, Selbsthass und alledem“ typischen Themen des Genres. Salomaa gab an, dass Teile der Band keine gute und positive Jugend erlebt haben. Die Musik fungiere als ein Werkzeug „um den ganzen Scheiß in etwas zu kanalisieren, das einem dann doch Spaß macht.“

### Stil
Die von Shape of Despair auf Shades of … gespielte Musik wird einem kompromisslosen und unwirklich langsamen Funeral Doom zugerechnet. Als solcher beinhalte das Album langsamen und gemächlich fließenden Extreme Doom der „träge, monoton, und dennoch voller Mystik und Schönheit, in keiner einzigen Sekunde langatmig“ wirke. Der Einsatz der Flöte verleiht dem Album Originalität im Genre. Dabei erschafft das Instrumente eine „mystische“ sowie „dunkle Atmosphäre“ ohne mittelalterlich oder folkloristisch anzumuten. Das im Genre typisch träge Gitarren- und monotone Schlagzeugspiel steht im Hintergrund der Musik. Der maskuline Gesang wird als besonders tiefes gutturales Growling dargeboten und steht im gelegentlichen Wechsel zur ätherischen Heavenly-Voices-Stimme von Natalie Koskinen.

„Tragende, schwere Gitarrenriffs unterstützen die tiefen, hauptsächlich gesprochenen Vocals, darüber schweben sanfte, zurückhaltende Keyboardklänge, durchwoben mit einer als Instrument eingesetzten hohe Frauenstimme. Doch das eigentlich dominierende Element von Shape Of Despair ist die Flöte, die dem Klangbild die zusätzliche, entscheidende Dimension verschafft und leise an Empyriums „Songs Of Moors…“ erinnern läßt.“

## Rezeption
Das Album wird von der Redaktion des Metal Hammer zu den wichtigsten Veröffentlichungen des Genres gerechnet. Bereits in der Zeit der Veröffentlichung wurde Shades of … umfassend lobend als ein „Meisterwerk“, dem es gelänge, „eine Gänsehaut-Atmosphäre zu erschaffen und den Hörer in mystischen Welten versinken zu lassen“, besprochen. Shades of … vermittele eine Atmosphäre „voller Mystik und Schönheit [die] in keiner einzigen Sekunde langatmig“ wirke. Und so gelänge es Shape of Despair, „mit düsterer Verzweiflung und langsamen Untergang herbeirufender Musik den Hörer ins Reich der Langsamkeit zu entführen.“ So nannte auch Kostas Panagiotou das Album in einer für Doom-Metal.com verfassten Rezension „unglaublich“ und ein „must have“ für Fans von Unholy, Skepticism und Thergothon.